# Вольський Юрій Іванович
Юрій Іванович Во́льський (нар. 1922) — радянський дипломат, надзвичайний і повноважний посол; кандидат історичних наук.

## Біографія
Народився в 1922 році. Член ВКП(б). На дипломатичній роботі з 1959 року:
- у 1959—1962 роках — радник посольства СРСР у США;
- у 1962—1966 роках — заступник міністра закордонних справ РРФСР;
- з 5 квітня 1966 року по 14 жовтня 1972 року — надзвичайний і повноважний посол СРСР в Аргентині;
- у 1973—1976 роках — завідувач Відділу з культурних зв'язків із зарубіжними країнами Міністерства закордонних справ СРСР;
- з 24 березня 1976 року по 21 травня 1980 року — надзвичайний і повноважний посол СРСР у Мексиці; одночасно з 24 березня 1977 року по 23 березня 1978 року — надзвичайний і повноважний посол СРСР на Ямайці;
- з 1980 року — завідувач Другого латиноамериканського відділу МЗС СРСР.